# Nauru ved OL
Nauru deltog første gang i olympiske lege under Sommer-OL 1996 i Atlanta, og har siden deltaget i samtlige efterfølgende sommerlege. Vægtløftning er den eneste sport Nauru har deltaget i. De har aldrig deltaget i vinterlege. Nauru har aldrig vundet nogen medalje, og har lavest indbyggertal af alle IOKs 202 medlemmer med ca. 14 300 indbyggere.

## Medaljeoversigt
| Naurus medaljer under de olympiske sommerlege | Naurus medaljer under de olympiske sommerlege | Naurus medaljer under de olympiske sommerlege | Naurus medaljer under de olympiske sommerlege | Naurus medaljer under de olympiske sommerlege | Naurus medaljer under de olympiske sommerlege |
| --------------------------------------------- | --------------------------------------------- | --------------------------------------------- | --------------------------------------------- | --------------------------------------------- | --------------------------------------------- |
| Lege                                          | Guld                                          | Sølv                                          | Bronze                                        | Totalt                                        | Rang                                          |
| 1996 Atlanta                                  | 0                                             | 0                                             | 0                                             | 0                                             | –                                             |
| 2000 Sydney                                   | 0                                             | 0                                             | 0                                             | 0                                             | –                                             |
| 2004 Athen                                    | 0                                             | 0                                             | 0                                             | 0                                             | –                                             |
| 2008 Beijing                                  | 0                                             | 0                                             | 0                                             | 0                                             | –                                             |
| 2012 London                                   | 0                                             | 0                                             | 0                                             | 0                                             | –                                             |
| 2016 Rio de Janeiro                           | 0                                             | 0                                             | 0                                             | 0                                             | –                                             |
| 2020 Tokyo                                    |                                               |                                               |                                               |                                               |                                               |
| Totalt                                        | 0                                             | 0                                             | 0                                             | 0                                             |                                               |